# Serra de Santa Rita
As Santa Rita Mountains (Serra de Santa Rita), localizadas a sudeste de Tucson (Arizona), são uma cordilheira que se estende por 42 km de norte a sul. Estas montanhas se fundem com os Montes Patagonia, de noroeste a sudeste. O ponto mais alto, e o mais alto da área de Tucson, e o Monte Wrightson, com 2881 m de altitude. A serra contem o Madera Canyon, um dos melhores lugares para se observar aves.